# Диво на 34-й вулиці
Диво на 34-й вулиці — драма 1994 року.

## Сюжет
Маленькі діти щиро вірять в чудеса і завжди чекають найчарівнішого свята в році. А шестирічна Сюзан, у якої немає тата, не вірить, що Санта Клаус — справжній чарівник. Мама давним-давно відкрила дівчинці його «секрет»..